# Glenea leucospila
Glenea leucospila är en skalbaggsart som beskrevs av Jordan 1903. Glenea leucospila ingår i släktet Glenea och familjen långhorningar.
Artens utbredningsområde är:
- Ghana.
- Sierra Leone.

Inga underarter finns listade i Catalogue of Life.